# Mia Yim
Stephanie Hym Bell (nacida el 16 de abril de 1989), conocida como Mia Yim, es una luchadora profesional estadounidense. Actualmente trabaja para la empresa WWE, donde se presenta en la marca SmackDown bajo el nombre de Michin.
Yim también es conocida por su trabajo en Total Nonstop Action/Impact Wrestling donde compitió bajo el nombre de Jade donde se destaca un reinado como Campeona de las Knockouts, Mía también ha trabajado para varias promociones después de comenzar su carrera en lucha libre profesional como una valet en agosto de 2009. Desde que debutó ella ha luchado para Jersey All Pro Wrestling, Shimmer, Maryland Championship Wrestling, Full Impact Pro, Shine Wrestling y Ring of Honor.

## Carrera

### Inicios (2009-2011)
Un fan de la lucha libre profesional desde la infancia, ella comenzó a entrenar en una escuela de lucha en Manassas, Virginia, a la edad de 18 años, mientras asistía a la universidad. Se formó durante dieciocho meses antes de hacer su debut el 22 de agosto de 2009, y en un principio trabajó principalmente para independientes promociones en Virginia. Después de tomar las reservas fuera de Virginia, ella luchó para Jersey All Pro Wrestling (JAPW), frente a los luchadores incluyendo Annie Social, Angeldust, y Brittany Fuerza. Durante esta vez, ella se reunió Daizee Haze, por quien ella comenzó a entrenar en el Ring of Honor (ROH) Lucha Academia y trabajando para ROH. En ROH, actuó valet deberes de la Embajada, a partir de 2011. Yim También luchó sproadically de ROH, teniendo en MsChif y Sara Del Rey. Además, trabajó para el Cartel Internacional de Lucha Libre, Campeonato real Wrestling, Northeast Wrestling y Campeonato Maryland Wrestling durante sus primeros años en la lucha libre.
Después de salir de la universidad, Yim recibió una invitación para entrenar y luchar en Japón con Pro Wrestling Reina Universal Mujer en 2011. A través de la relación de Reina con Consejo Mundial de Lucha Libre, Yim también aprendió mexicano de lucha libre.

### Combat Zone Wrestling (2010-2012)
Después del entrenamiento con DJ Hyde en el Combat Zone Wrestling (CZW) escuela, Yim comenzó a trabajar para CZW como gerente de Adam Cole. Debutando en la jaula de la Muerte II en diciembre de 2010, los dos fueron presentados como pareja historia, y Yim interfería regularmente en partidos de Cole para ayudarle a ganar. Después de ayudar a Cole a obtener una victoria sobre Greg Excelente a abajo con la enfermedad 2.011 en septiembre, Excelentes comenzó un feudo con el par. Como parte de la historia, Yim enfrentó excelente en un partido intergender en la Noche de la infamia 10: Ultimátum, en noviembre Después de perder una revancha en enero de 2012, Yim desafió excelente a un Tables, Ladders & Chairs Match en Asalto Aéreo 2012; Yim ganó el partido para concluir la contienda. Ella hizo sólo dos apariciones más de CZW ese año antes de salir de la promoción.

### Shine Wrestling (2012-2015)
Las Hermanas Lucha (Yim, derecha y Leva Bates) en noviembre de 2014. Yim debutó para Shine Wrestling en su segundo show en agosto de 2012, derrotando a Sassy Stephie. A lo largo de 2012 y 2013, se enfrentó a los luchadores incluidos Jessicka Havok y Tina San Antonio, antes de entrar en el torneo para determinar el inaugural Campeón Shine. Ella derrotó Mercedes Martínez en Shine 10 en mayo de 2013, y al Shine 11, ella derrotó Leva Bates y Ivelisse Vélez en el camino a la final, donde perdió a Rain. Como parte de Shine, ella también apareció por Evolucionar, teniendo en Vélez y Su Yung en partidos escaparate.
El 28 de febrero de 2014, en Shine 17, Yim asoció con Leva Bates durante el Shine Tag Team Championship torneo, formando el equipo de la etiqueta Las Hermanas Lucha. Las Hermanas Lucha derrotaron Cherry Bomb y Kimber Lee y Sassy Stephie y Jessie Belle sofoca en el camino a la final, donde derrotaron Made In Sin (Allysin Kay y Taylor Made) para convertirse en el Shine Tag inaugural Team Champions. Ellos defendieron con éxito el campeonato contra Nevaeh y Sassy Stephie y contra el equipo de Evie y Madison Eagles en Shine 18, pero perdió a Legendary (Malia Hosaka y Brandi vino) en Shine 20 el 27 de junio La Lucha Hermanas no pudieron recuperar el título en una revancha en agosto en Shine 21.

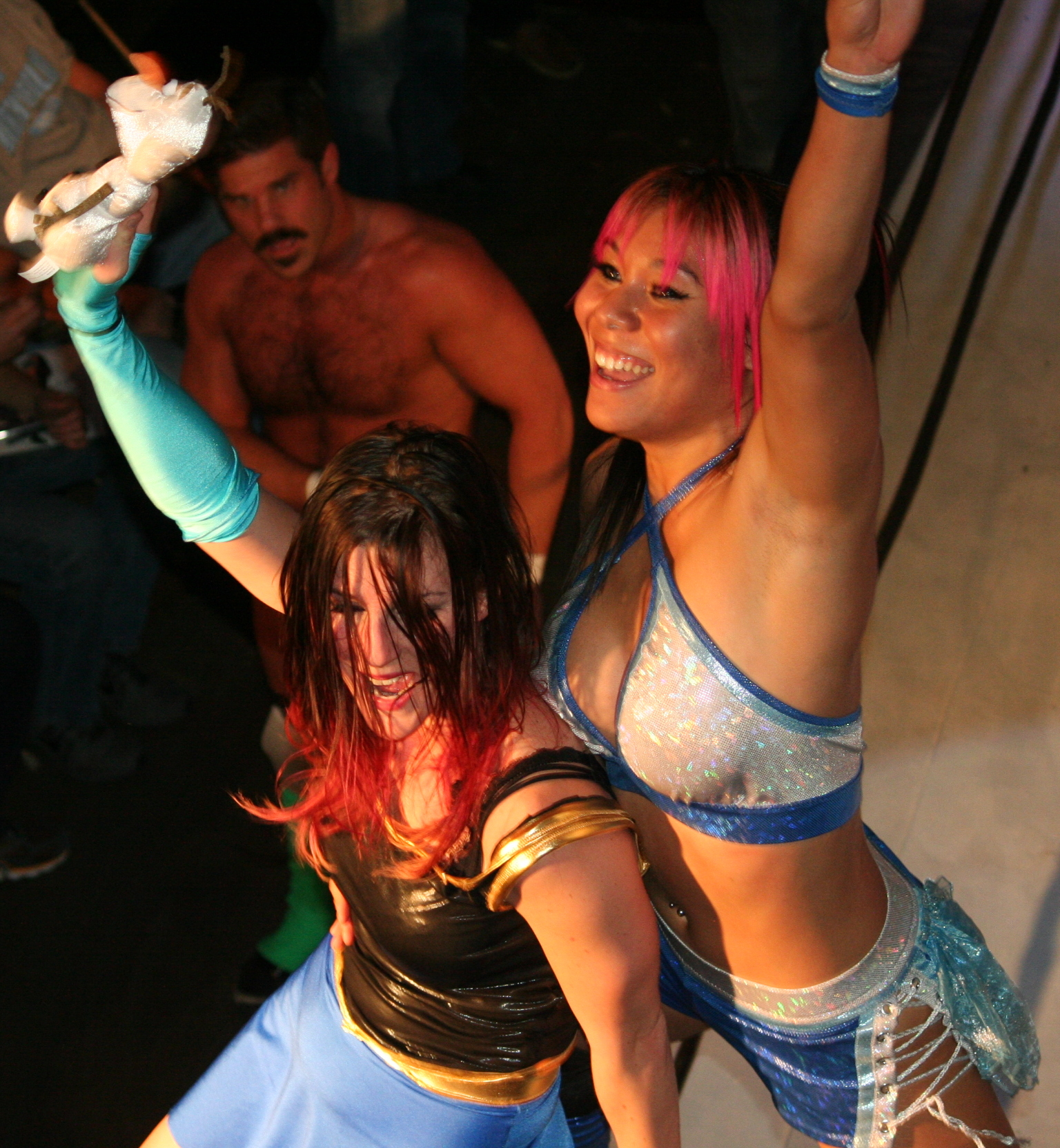
Mía celebrando junto a Leva Bates en 2014

El 16 de noviembre de 2014, durante la gira WWNLive en China, Yim derrotó Ivelisse Vélez para ganar el brillo campeonato, convirtiéndose en la primera mujer que ha celebrado tanto el brillo Team Championship Campeonato and Shine Tag. En Shine 26 el 3 de abril , 2015, Yim perdió el campeonato de Campeón Mundial de Mujeres NWA Santana Garrett en un título vs lucha por el título.

### Otras promociones (2013-2018)
Yim en abril de 2013
Yim hizo su debut con el Shimmer Women Athletes el 6 de abril de 2013, en el volumen 53 con una derrota ante Awesome Kong. obtuvo su primera victoria en el Volumen 56 ese mismo mes contra Evie, antes de una serie de pérdidas a Jessicka Havok, Hikaru Shida, y Madison Eagles. Después de las victorias sobre Melanie Cruise, Angie Skye, y Hikaru Shida, Yim sin éxito desafió Cheerleader Melissa para el Campeonato del reflejo en el Volumen 65 de abril de 2014. Yim terminaron fuera 2014 luchadores se enfrentan entre ellos Ray, Akino, y Tsukasa Fujimoto.
En abril de 2013, Yim debutó por Impacto completa Pro, derrotando Larry Dallas en un partido intergender. En agosto, Yim y Dos Ben Dejos (Jay Ríos y Eddie Cruz) derrotó a Dallas y El ahora (Vik Dalishus y Hale Collins) en un partido TLC cuando Yim cubrió a Dallas. Yim pasó los próximos meses la gestión de Dos Ben Dejos, junto con Leva Bates, al mismo tiempo que la lucha libre en escaparate Shine partidos contra Jessicka Havok e Ivelisse Vélez. En junio de 2014, Las Hermanas Lucha defendió con éxito el Tag Shine Team Championship contra Vélez y Candice LeRae en un acto de la FIP. En enero de 2015, Yim perdieron a Santana en un partido de exhibición Shine Wrestling.
En julio de 2014, hizo su debut para la Mujer superestrellas Uncensored, perdiendo una Reglas partido sin censura a Jessicka Havok. Ese octubre, se presentó en una NCW Femmes Fatales evento, desafiando sin éxito LuFisto para el Campeonato de WSU.
Yim trabajó como talento mejora de la WWE, en el territorio de desarrollo de NXT perdiendo ante Charlotte Flair.
El 31 de julio de 2016 Yim venció a Candice LeRae en Queens of Combat y ganó el DDT Ironman HeavymetalWeight Championship, aprovechando la regla 24/7 en donde el campeonato puede ser defendido donde, cuando y por quien sea. Minutos después lo perdió ante Suge D en camarines.

### Total Nonstop Action Wrestling (2015-2017)
En el episodio del 10 de abril hubo un promo en el que se mostraba junto con Marti Belle diciendo que debutarían muy pronto. Hizo su debut el 24 de abril derrotando a Laura Dennis, luego ella y Marti Belle se unieron a Taryn Terrell al ayudarla a vencer a Awesome Kong, formando el stable heel The Dollhouse. El 30 de abril de nuevo ayudó a Terrell a vencer a Brooke al final ella y Marti Belle atacaron a Brooke generando que Gail Kim  y Kong las enfrentaran.Jade ayudó a Taryn Terrell a retener su título frente a Gail Kim en un combate de jaula donde ella y Marti Belle interfirieron a Kim a no bajar de la jaula .
El 17 de junio junto con Marti Belle se enfrentaron a Brooke y Awesome Kong en una lucha de parejas en el cual fueron derrotadas.
En Slammiversary XIII hizo equipo con Taryn Terrell y Marti Belle para enfrentarse a Awesome Kong y Brooke en un Handicap 2-on-3 en donde salieron derrotadas. En 2015, tras la salida de Terrel, en primera instancia Rebel, y luego ahora una heel Kong se unieron a The Dollhouse, empezando un feudo con Gail Kim y The Beautiful People (Velvet Sky y Madison Rayne), derrotándolas en varias ocasiones, incluyendo una lucha Lethal Lockdown en el evento Lockdown, en donde Jade consiguió la victoria tras aplicarle su Package Piledriver a Kim. El 23 de septiembre, en Impact Wrestling, Jade se enfrentó a Gail Kim en una lucha por el Campeonato Femenino de la TNA, pero no logró ganar. El 22 de marzo María Kanellis les dio la oportunidad a las integrantes de The Dollhouse (Marti Belle, Rebel y Jade) para una oportunidad por el Campeonato Femenil de la TNA en el cual Jade salió victoriosa, iniciando la disolución de The Dollhouse. En las grabaciones del 17 de marzo de 2016 emitido el 29 de marzo derrotó a Gail Kim en un Triple Threat Match que también incluía a Madison Rayne ganando el título de Knockouts. Jade y Gail Kim se fueron ayudando mutuamente tras ser atacadas semanalmente por María Kanellis, Allie y Sienna.
El 12 de junio de 2016 perdió el título en Slammiversary ante Sienna en un Triple Threat Match que también incluía a Gail Kim, debido a que Jade fue atacada por su excompañera Marti Belle, cambiando definitivamente a Face. Jade y Marti Belle se atacaron en varios segmentos y tuvieron dos luchas oficiales, ganando una cada una. A finales del 2016 Gail Kim abandono el título por lesión y siendo Jade que se enfrentó a Rosemary en una jaula de acero saliendo derrotada y comenzado un feudo con la nueva campeona lo que le llevó a enfrentarse a ella en numerosos combates con el título en juego durante principios del 2017.
Sin embargo, fue parte de un éxodo masivo de luchadores desde que Anthem adquirió Impact, al igual que los Hardys, María Kanellis, Mike Bennett y otros.

### WWE

#### Mae Young Classic (2018)
En diciembre del 2014 hizo una aparición como luchadora local en el territorio de desarrollo NXT enfrentando a la campeona femenina Charlotte Flair, en dicha lucha fue vencida después de que Flair le aplicará el "Natural Selection". En julio del 2017 se confirmó que ella es parte del Torneo Femenino de WWE Mae Young Classic, mismo donde eliminó a Sarah Logan pero fue eliminada en la ronda siguiente por Shayna Baszler.
Un año después fue nuevamente convocada para el segundo torneo femenino, representando nuevamente a Corea del Sur, en esta ocasión logró eliminar a Allysin Kay y Kaitlyn, sin embargo fue eliminada en la siguiente ronda por Toni Storm.

#### NXT (2018-2020)
Gracias a su actuación en el Mae Young Classic, el 24 de septiembre, fue confirmada su contratación por WWE, además.de anunciar su próximo debut en NXT. Un mes después el 24 de octubre en NXT, Yim hizo su debut oficial en el ring como parte de la marca amarilla derrotando a Aliyah. En noviembre, empezó su primera rivalidad después de un altercado con Bianca BelAir, mismo que duró unas semanas. Tiempo después, Yim derrotó a Raquel González ganándose un lugar en la amenaza fatal de cuatro para determinar a la retadora de Shayna Baszler por el Campeonato femenino de NXT, sin embargo, la lucha fue ganada por Bianca.
El 10 de agosto en NXT TakeOver: Toronto, Yim fue derrotada por Shayna Baszler en una lucha titular por el Campeonato femenino de NXT. En noviembre, Yim debutó en el roster principal como parte de la invasión de NXT, misma que dio lugar tanto en Raw como en SmackDown. Posteriormente Yim fue elegida por Rhea Ripley para que fuese parte de su equipo para la primera lucha WarGames entre mujeres en contra del equipo de Shayna Baszler. El 23 de noviembre en NXT TakeOver: WarGames, Yim fue atacada en bastidores siendo sacada de la lucha. Sin embargo, fue reemplazada por Dakota Kai quien resultó ser su atacante y la principal traidora del equipo, atacando de igual forma a Tegan Nox. El 7 de junio del 2020 en NXT TakeOver: In Your House, Yim formó equipo con Tegan Nox y Shotzi Blackheart para enfrentar a Dakota Kai, Raquel González y Candice LeRae, saliendo victoriosas.

#### Retribution (2020-2021)
El 21 de septiembre del 2020 en Raw, después de semanas desde su última aparición en NXT, Yim hizo su debut oficial en el plantel principal como heel, revelando ser una de los miembros del stable Retribution, cambiando de nombre a Reckoning.
Como parte del Draft 2021, el personaje de Reckoning se eliminó silenciosamente cuando Yim fue reclutado oficialmente para la marca Raw.
Yim fue liberada de su contrato en la ola de despedidos de WWE.

### Regreso a Impact Wrestling (2022)
El 7 de mayo del 2022 en Under Siege, Stephanie hizo su regreso a Impact Wrestling salvando a Taya Valkyrie de un ataque de Deonna Purrazzo; sin embargo, esta vez lo hizo bajo el nombre de Mia Yim en lugar de utilizar Jade, nombre que la dio a conocer en la compañía. Yim tuvo su primer combate en 5 años dentro de Impact en el episodio del 19 de mayo, donde junto a Jordynne Grace y Valkyrie derrotaron a Purrazzo, Savannah Evans y la Campeona mundial de Knockouts, Tasha Steelz. El 19 de junio a las Slammiversary, compitió en la lucha inaugural tipo “Queen of the Mountain” por el Campeonato Mundial de Knockouts que ganó Grace.
El 1 de julio en Against All Odds, Yim fue derrotada junto a Mickie James por Deonna Purrazzo y Chelsea Green en una lucha en parejas. El 12 de agosto en Emergence, Yim desafió a Grace por el Campeonato Mundial Knockouts, sin embargo, salió derrotada. El 23 de septiembre en Victory Road, Yim compitió en una Triple Threat Revolver intergénero para determinar al contendiente número uno por el Campeonato de la División X de Impact, eliminando a Laredo Kid y Alex Zayne, sin embargo, fue eliminada por Kenny King. Fue derrotada por Mickie James en Bound for Glory y tres días después, Stephanie (Mia Yim) dejó la empresa. El 20 de octubre fue transmitida su última lucha para Impact, en esta Yim enfrentó sin éxito a Taylor Wilde.

### Regreso a WWE (2022-presente)
El 7 de noviembre del 2022, regresó a la compañía, después de más de un año, en la marca Raw, atacando a Rhea Ripley, uniéndose al grupo The O.C. Tres semanas después, en Survivor Series WarGames el 26 de noviembre, el equipo de Yim derrotó al equipo de Ripley en una lucha tipo WarGames. El 28 de enero de 2023, Yim ingresó al Rumble femenino como la #23 y duró más de diecisiete minutos antes de ser eliminada por Piper Niven. En las siguientes semanas, su nombre cambió a Michin. Como parte del Draft de 2023, Michin fue enviada a SmackDown.
El 5 de enero de 2024, en SmackDown: New Year's Revolution, se enfrentó a Iyo Sky en un combate por el Campeonato Femenino de WWE, en el que fue derrotada.

## Vida personal
Esta casada con el también luchador, Keith Lee.

## Campeonatos y logros
- Dramatic Dream Team
  - DDT Ironman Heavymetalweight Championship (1 vez)

- NWA Florida Undergroung Wrestling/Signature Pro Wrestling
  - NWA FUW Women's Championship (1 vez)

- Shine Wrestling
  - Shine Championship (1 vez)
  - Shine Tag Team Championship (1 vez) – con Leva Bates

- Southside Wrestling Entertainment
  - Queen Of Southside Championship (1 vez, actual)

- Total Nonstop Action Wrestling
  - TNA Knockouts Championship (1 vez)
  - Queen of the Knockout (2016)

- WrestleCrap
  - Gooker Award (2020) – RETRIBUTION[21]

- Pro Wrestling Illustrated
  - Situada en el Nº41 en el PWI Female 50 en 2013.
  - Situada en el Nº20 en el PWI Female 50 en 2014.
  - Situada en el Nº26 en el PWI Female 50 en 2015.
  - Situada en el Nº6 en el PWI Female 50 en 2016.
  - Situada en el N°16 en los PWI Female 50 de 2017
  - Situada en el N°38 en el PWI Female 100 en 2018
  - Situada en el Nº25 en el PWI Female 100 en 2019.